# 宗关水厂
宗关水厂，初称既济水厂，1951年后曾一度改名第六发电厂汉口水厂，是隶属于武汉水务集团的一座水厂，位于中华人民共和国湖北省武汉市硚口区宗关街道。水厂建于1906年，当时隶属于既济水电公司（武水集团前身），历经多次扩建运营至今，是武汉三镇目前规模最大的水厂，也是武汉三镇自来水供应的开源之处。

## 历史

### 早期汉口的水电事业
1861年汉口英租界开辟后，英国商人成立电力公司以供给租界内设施电力。随后德、法租界电力亦由该电力公司供给。此后汉口的水电需求骤增，眼看有利可图，国内外富商买办争相意图在此间得分羹一杯。但湖广总督张之洞认为水电事业关乎主权，因此对外商的参与颇为忌惮。多名富商几度申请开办皆被驳回，最终汉口的水电事业长期未有任何实质性进展。

### 既济水电公司创办与水厂建设

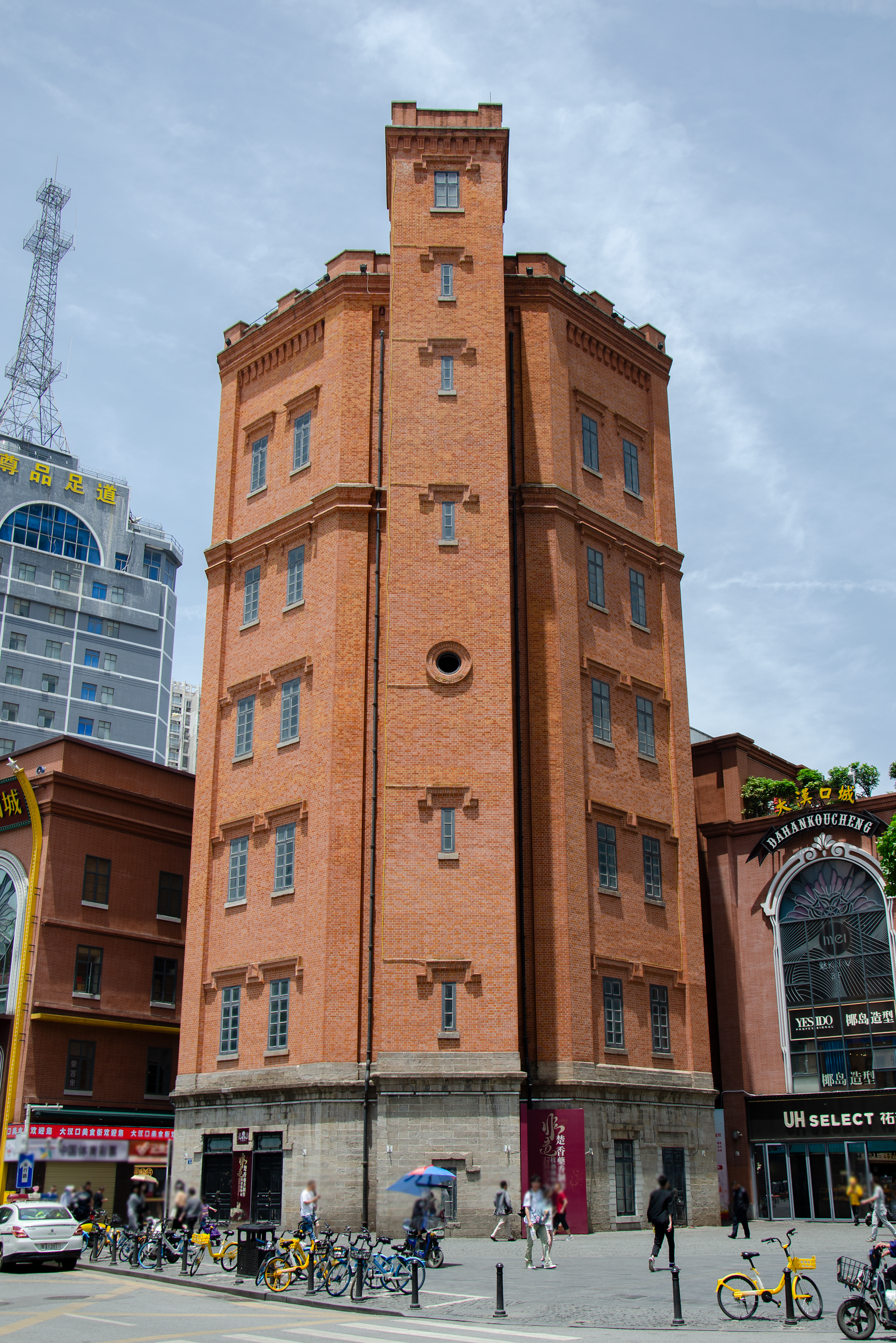
位于江汉路附近的汉口水塔，现为国保汉口近代建筑群的一个子项

1906年，镇海富商宋炜臣联合浙江、湖北、江西三帮10余名富商联名，筹得300万元，申请筹建汉镇既济水电公司并获得批准，当年8月宗关水厂便作为该公司的水务业务设施开始筹建。水厂由景明洋行设计，汉协盛营造厂负责建设，同期建设的还有作为水厂供水配套设施的汉口水塔。
即便有张之洞为表支持而附上的官股30万元，但由于资金仍然不足，公司资金多是向日本东亚兴业株式会社借款，并附加种种条件，诸如聘请日本技师及设备必须自日本进口等，因此本质上既济公司仍在无形中受日本方面的干预。
1909年9月，宗关水厂建成并开始供水。水厂占地184412平方米，日生产能力达2.7万吨，供水能力达2.2万吨。水源来自汉江，建厂初期，在岸边设直井2口，并在厂内设有压缩空气取水机3部，沉淀池53组，慢性砂滤池22组，清水库2座，送水泵房1座，蒸气泵3台，2条直径500毫米输水干管向汉口市区供水。
起初市民对自来水抱有疑虑，认为宗关水厂生产的“洋机器水”喝了会生病，宋炜臣得知后来到汉正街供水站，亲自拧开水龙头接水饮用，方才打消市民顾虑。

### 中华民国时期
1911年武昌起义期间，经宋炜臣多方奔走，水厂才不至于遭受炮击，但仍受毁坏。战后宋为恢复生产，又向日本正金银行借款，事后日债到期，宋经多方奔走才不致水厂及公司落入日本之手。此后为扩大生产，宋又向东亚兴业株式会社借款，后借第一次世界大战之机，宋借外汇暴跌提前偿还日债并解雇所有日籍职工。
此后水厂不断改建并引进设备，用以扩大生产。在取水设施方面，水厂先后在1915年、1923年、1933年增加泵船及离心泵；在净化设施方面，水厂在1921至1934年间新建或改建既有沉淀池及砂滤池；在送水设施方面，水厂新增水泵、扩建管网；另外还增建了化验及消毒设施。至1949年5月解放军占领汉口前，水厂日生产能力达9.3万吨，供水能力达5万吨。
白崇禧带领的国民党军在撤退前企图破坏以宗关水厂为代表的汉口公共事业设施，在李书城等人的力保下才免遭破坏。

### 中华人民共和国时期

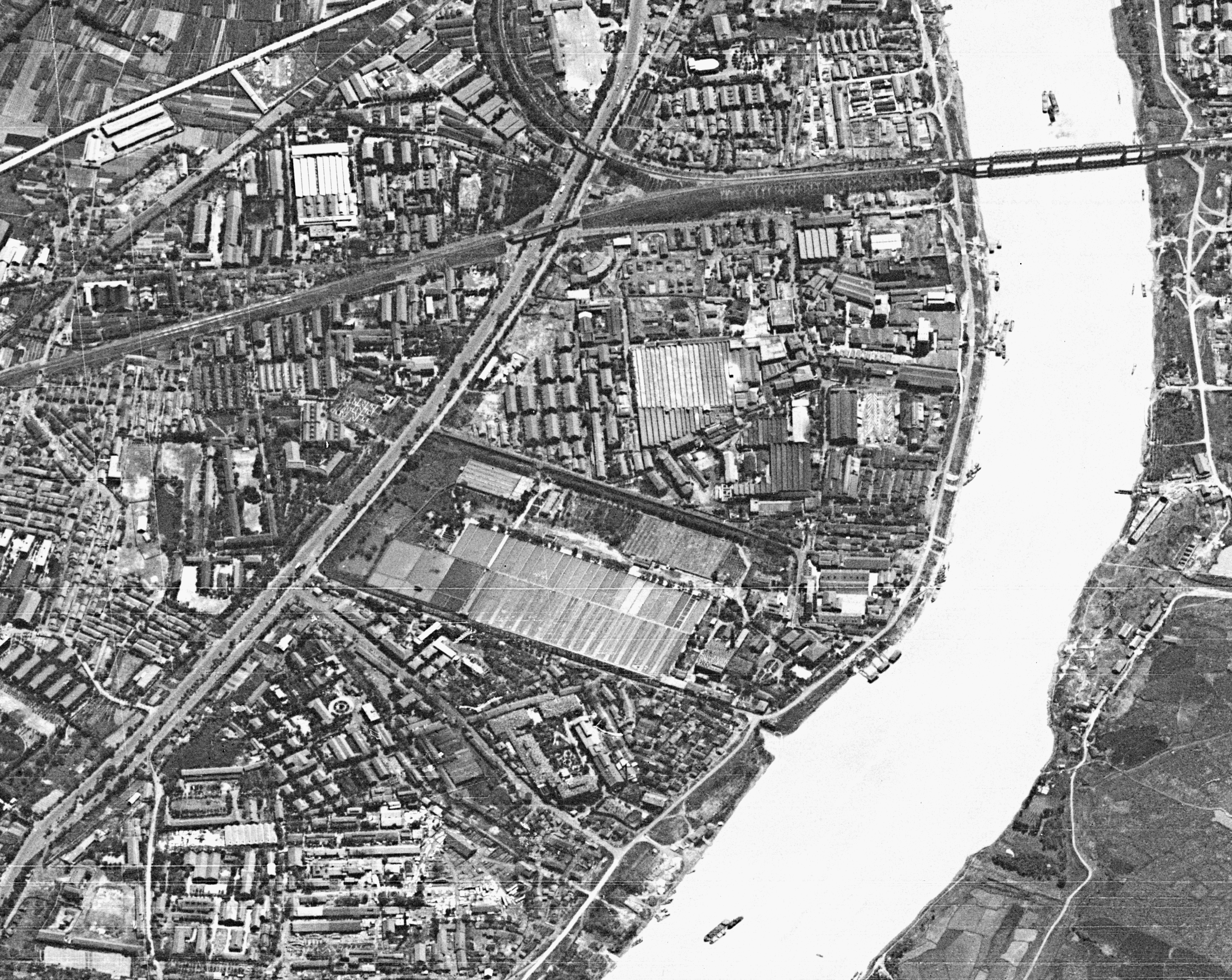
1967年时的宗关水厂，右上为汉水铁路桥

中华人民共和国建国后，经过恢复，至1954年时宗关水厂日生产能力达9.7万吨，超过民国时期水平。1955年，随着武汉长江大桥配套工程江汉桥完工，次年水厂依靠在桥上铺设的管网开始向汉阳供水。
另外，此前很长一段时间内受输送距离影响，宗关水厂的水送至江岸区境内，尤其是黄浦路以北地段（江岸站、丹水池一带）时，水压经常不足。1955年在刘家庙（江岸站附近）建设转压站，1966年在堤角地区新建堤角水厂，此后江岸区的用水情况得以改善。
1968年至1979年间，水厂共增泵船3艘。其间在“五五”计划中的1978年，武汉市革委会开展“自来水会战”，水厂作为重点项目开启一期扩建工程。1980年至1990年，水厂又陆续增加设备，改造工艺。其间在“六五”计划中水厂扩建再次列为重点项目。
1998年，宗关水厂改为股份制企业。至2000年，宗关水厂日综合生产能力达105万立方米，日均供水量82.8万吨，日最高供水量97.6万吨。
2015年，武汉水务部门启动“三水”两年决战计划，宗关水厂又经改扩建，2016年全部完工。

## 业务范围
今时，宗关水厂的供水范围为：东至长江，南至汉水，西至舵落口，北至姑嫂树、张公堤、黄浦路一带。另外宗关水厂还设有汉口供水部暨硚口营业所，负责硚口区境内水表的抄表、管理、维修、水费收取等业务。

## 事故
1996年8月6日晚10时，在汉江上的宗关水厂趸船突然走锚顺江漂流，危及下游的汉水铁路桥及堤防，武汉水上公安出动船只顶住趸船才未造成严重事故。

## 影响

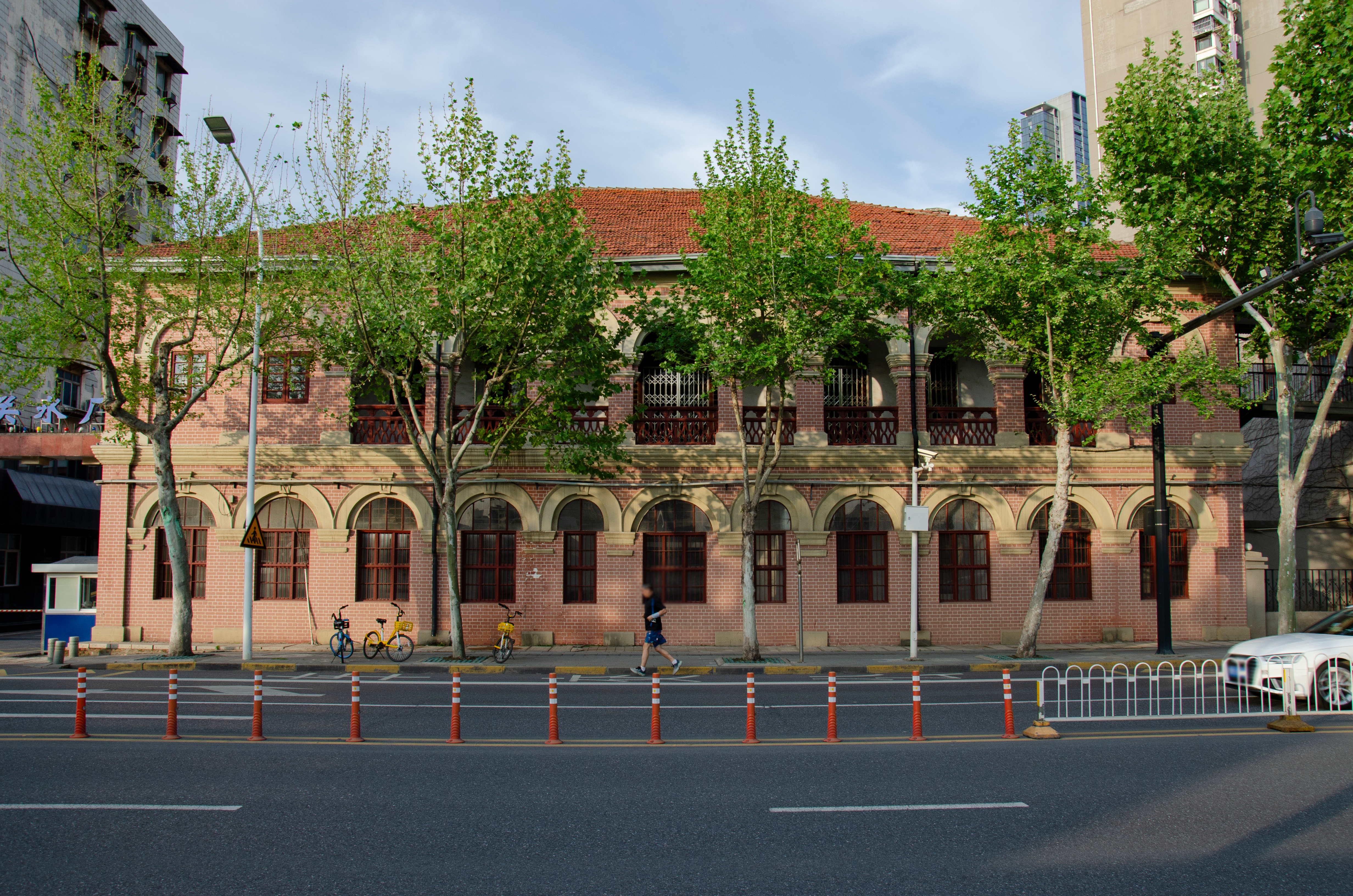
宗关水厂-办公楼侧面

### 生活
在宗关水厂建成前，虽然武汉三镇都有井水可供取用，但因人口稠密，并非每家都能够喝上井水，无奈只能前往汉江（汉水）及长江取水。久之，在三镇便形成了“挑水夫”职业，这些工人将水自江边提往雇主家中，雇主再使用明矾清洁。水厂建立后，三镇中的汉口居民率先结束了依靠井水及挑水夫饮水的历史。

### 地名
由于水厂在建立之后很长一段时间内都是附近最显眼的建筑，因此“水厂”一词逐渐开始代指水厂及周边地区。今时的水厂地区（另中有宗关街道辖水厂社区），指代的是以宗关水厂为中心，北至解放大道，西至建一路（知音桥），南至汉水，东至原武汉市第三棉纺织厂西侧（今水厂二路附近）的地区。今时水厂西侧有“水厂一路”，东侧有“水厂二路”。

## 历史遗存
宗关水厂厂区内部保留着既济水厂时期的建筑，分别为原水厂轮机房（俗称“老泵房”）与办公楼。

### 轮机房
轮机房建于1906年，风格为文艺复兴式，建筑共计一层，外墙由红砖砌筑，屋顶上覆铁皮。2006年，该建筑改建为武汉自来水事业陈列馆。现为“百年武水红色印记”主题展陈列处。

### 办公楼
办公楼与轮机房同期建成，建筑共计2层，砖木结构，两层外部设有券柱式外廊，并有弧形窗楣。

### 保护
1993年7月28日，以“既济水电公司宗关水厂”的名义被列入第一批武汉市优秀历史建筑。
2011年3月21日，被列为第五批武汉市文物保护单位。2014年6月22日，既济水电公司宗关水厂旧址被列为湖北省文物保护单位。2018年1月，又被列为全国第一批100个工业遗产保护名录。
其作为文物的保护范围为：既济水电公司宗关水厂旧址（含泵房和办公楼）本体及周围一定范围。泵房以旧址外墙为界，四周各向外延伸10米；办公楼以旧址外墙为界，东南面、西北面、东北面各向外延伸10米，西南面向外延伸4米至沿河大道现状道路边线。
其作为文物的建设控制地带为：分别以泵房和办公楼保护范围为界，东南面分别向泵房保护范围外延伸67米、向办公楼保护范围外延伸20米，西南面向办公楼保护范围外延伸9米至沿河大道规划道路中线，西北面向外延伸至泵房保护范围外30米，东北面分别向泵房保护范围外延伸30米、向办公楼保护范围外延伸20米。